# Jürgen Thiele
Jürgen Thiele (ur. 8 sierpnia 1959 w Altenburgu) – niemiecki wioślarzreprezentujący NRD, złoty medalista olimpijski.

## Kariera
W 1976 zdobył złoty medal w czwórkach bez sternika na mistrzostwach świata juniorów w Villach. Na rozgrywanych rok później mistrzostwach świata juniorów w Tampere w tej samej konkurencji zdobył srebrny medal.
Wystąpił na igrzyskach olimpijskich w Moskwie w 1980, gdzie osada NRD w składzie: Jürgen Thiele, Siegfried Brietzke, Stefan Semmler i Andreas Decker zdobyła złoty medal w czwórkach bez sternika. W finale o 3,64 sekundy wyprzedzili osadę ZSRR i o 8,41 sekundy osadę Wielkiej Brytanii. Był to jego jedyny start olimpijski.
W 1980 został odznaczony Orderem Zasługi dla Ojczyzny.